# Pokabius liber
Pokabius liber är en mångfotingart som beskrevs av Chamberlin 1941. Pokabius liber ingår i släktet Pokabius och familjen stenkrypare. Inga underarter finns listade i Catalogue of Life.